# Élection présidentielle somalilandaise de 2017
L'élection présidentielle somalilandaise de 2017 a lieu le lundi 13 novembre 2017 afin d'élire le président du Somaliland, un état non reconnu par la communauté internationale depuis son indépendance unilatérale de la Somalie en 1991.
Muse Bihi Abdi l'emporte avec 55 % des voix, à l'issue d'un scrutin salué par les observateurs internationaux. Il prend ses fonctions le 13 décembre.

## Contexte
L'élection était initialement prévue pour le 27 mars 2017 en même temps que des élections législatives, mais en raison d'une grave sécheresse le gouvernement et l'opposition s'accordent en janvier sur un report du scrutin de plusieurs mois.
La date du 10 octobre est alors provisoirement avancée en attendant une décision de la chambre haute, le Conseil des anciens, seule habilitée à fixer une nouvelle date d'organisation d'un scrutin selon la constitution du Somaliland. Le conseil vote le 6 mars 2017 par 73 voix pour le report du scrutin au 13 décembre de la même année. Le mandat du président en exercice est ainsi étendu jusqu'à cette date. Les élections législatives sont, quant à elles, repoussées au 28 avril 2019, puis au 12 décembre, avant d'être reportées à une date indéterminée.

## Système politique et électoral
Le Somaliland est un État de la Corne de l'Afrique qui s'est autoproclamé indépendant de la Somalie en 1991 et qui n'est pas reconnu par la communauté internationale.
Son président est élu au scrutin uninominal majoritaire à un tour pour un mandat de cinq ans renouvelable une fois. Le président en exercice, Ahmed Mahamoud Silanyo, ne se représente pas pour un second mandat.
Les candidats à la présidence se présentent avec pour colistiers un candidat à la vice-présidence, élu pour un même mandat. Seuls peuvent se présenter les candidats soutenus par un parti, dont le nombre est limité à trois par la constitution pour les élections présidentielles et législatives, dans le but de limiter le tribalisme politique dans le pays. Les élections municipales, au cours desquelles le multipartisme intégral est autorisé, servent de primaires à ce système, les trois partis arrivant en tête devenant ceux autorisés à concourir aux scrutins nationaux,.

## Candidats et campagne électorale
Trois candidats se présentent à cette élection :
- Muse Bihi Abdi, officier de l'armée de l'air, à la tête du parti présidentiel Kulmiye ;
- Abdirahman Mohamed Abdullahi, ancien diplomate et ancien président de l'Assemblée, membre de Waddani ;
- Faisal Ali Warabe (en), ingénieur, membre du parti Pour la justice et le développement (UCID).

## Déroulement
Michael Watts, chef d'une mission internationale de soixante observateurs, tiens à « féliciter le Somaliland et la Commission électorale, pour ce scrutin généralement bien organisé, pacifique, qui a semblé offrir une plateforme adéquate aux citoyens pour exprimer leur opinion ».

## Résultats
|                          | Muse Bihi Abdi                          | Kulmiye                  | 305 909 | 55,10 |  |  |
|                          | Abdirahman Mohamed Abdullahi            | Waddani                  | 226 092 | 40,73 |  |  |
|                          | Faisal Ali Warabe Abdi Ahmed Musa Abyan | UCID                     | 23 141  | 4,17  |  |  |
|                          |                                         |                          |         |       |  |  |
| Votes valides            | Votes valides                           | Votes valides            | 555 142 | 98,15 |  |  |
| Votes blancs et nuls     | Votes blancs et nuls                    | Votes blancs et nuls     | 10 475  | 1,85  |  |  |
| Total                    | Total                                   | Total                    | 565 617 | 100   |  |  |
| Abstention               | Abstention                              | Abstention               | 138 581 | 19,68 |  |  |
| Inscrits / participation | Inscrits / participation                | Inscrits / participation | 704 198 | 80,32 |  |  |

### Par région
| Région      | Bihi    | Bihi  | Abdullahi | Abdullahi | Warabe | Warabe | Votes nuls | Total   | Inscrits | Partici- pation |
| Région      | Votes   | %     | Votes     | %         |        | %      | Votes nuls | Total   | Inscrits | Partici- pation |
| ----------- | ------- | ----- | --------- | --------- | ------ | ------ | ---------- | ------- | -------- | --------------- |
| Awdal       | 38,454  | 48.05 | 40,959    | 51.18     | 617    | 0.77   | 1,406      | 81,436  | 102,571  | 79.39           |
| Marodi-jeex | 130,334 | 61.12 | 63,127    | 29.60     | 19,795 | 9.28   | 3,974      | 217,230 | 249,229  | 87.16           |
| Sanaag      | 26,732  | 47.69 | 28,777    | 51.33     | 550    | 0.98   | 1,422      | 57,481  | 80,443   | 71.46           |
| Saaxil      | 31,183  | 64.77 | 16,399    | 34.06     | 563    | 1.17   | 390        | 48,535  | 60,817   | 79.80           |
| Sool        | 21,707  | 54.93 | 17,426    | 44.10     | 383    | 0.97   | 782        | 40,298  | 63,698   | 63.26           |
| Togdheer    | 57,499  | 48.67 | 59,404    | 50.28     | 1,233  | 1.04   | 2,501      | 120,637 | 147,440  | 81.82           |
| Total       | 305,909 | 55.10 | 226,092   | 40.73     | 23,141 | 4.17   | 10,475     | 565,617 | 704,198  | 80.32           |